# Carl von Ahlefeldt

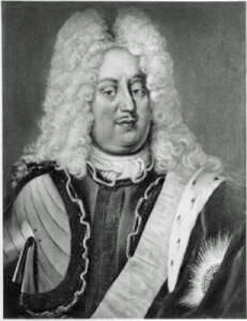
Carl Graf von Ahlefeldt

Carl Graf von Ahlefeldt (* 25. April 1670 in  Hardenburg; † 7. September 1722 in Gråsten) war Staatsmann, Lehnsgraf von Langeland auf Schloss Tranekær sowie Landrat auf Langeland und Statthalter von Schleswig-Holstein. Er war der Bauherr von Schloss Gravenstein und Schloss Sorgenfri.

## Leben
Carl von Ahlefeldt war der jüngste Sohn des adligen Gutsherren Friedrich Graf von Ahlefeldt,  königlich dänischer Statthalter von Schleswig und Holstein sowie Gouverneur von Süderdithmarschen, Herr von Rixingen im Bistum Metz und von Mörsberg im Sundgau, und dessen zweiter Frau Maria Elisabeth geb. Gräfin zu Leiningen-Dagsburg (1648–1724). 
Nach dem Tod seines Vaters im Jahre 1686 erbte er nach testamentarischer Bestimmung die lothringisch-elsässischen Herrschaften Rixingen und Mörsberg, die er 1703 an seinen Schwager Graf Friedrich Ludwig von Nassau zu Ottweiler verkaufte, und nach dem Tod seiner älteren Brüder 1708 die Grafschaft Langeland auf der gleichnamigen dänischen Insel. Zudem besaß er noch die Güter Ballegård, Gravenstein und Seegaard in Nordschleswig. 
Von Ahlefeldt war Königlich dänischer Kammerherr, Geheimrat, Praefectus supremus der Königlichen Akademie Sorø, Statthalter von Schleswig-Holstein und Träger des Dannebrog-Ordens. Am 27. April 1703 wurde er in Kopenhagen durch König Friedrich IV. von Dänemark und Norwegen mit dem Elefanten-Orden ausgezeichnet.
1705/06 ließ er sich das Schloss Sorgenfri erbauen, das 1730, wie auch Gravenstein, in königlichen Besitz kam; beide sind bis heute Landsitze des dänischen Königshauses. 
Er war verheiratet mit Ulrica Amalie Antoinette geb. von Danneskiold-Laurvig (1686–1755) aus einer morganatischen Nachfahrenlinie des dänischen Königshauses. Mit ihr hatte er die Kinder Friedrich, Ulrich Carl, Conrad Wilhelm und Marie Antoinette.

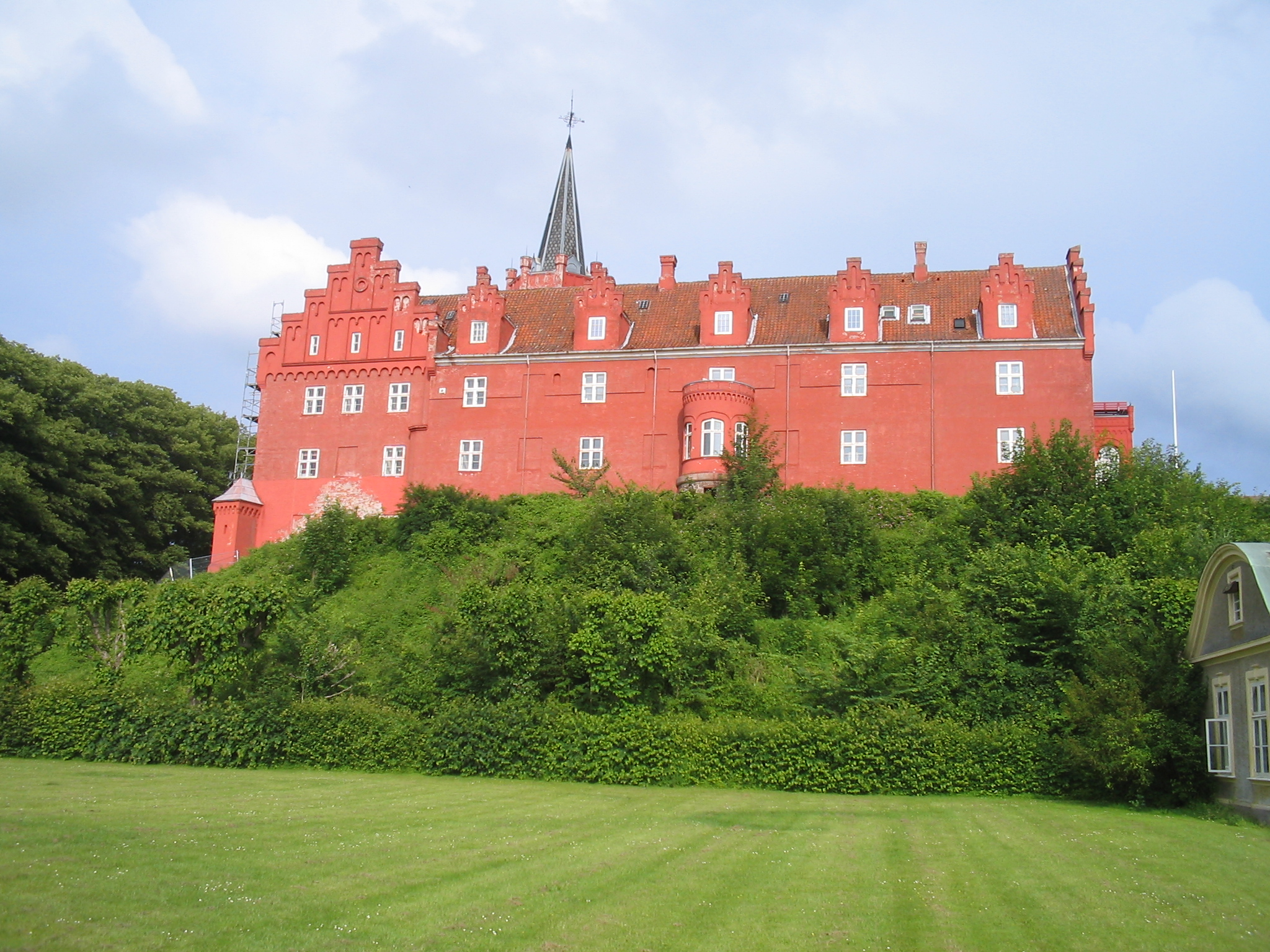
Schloss Tranekær
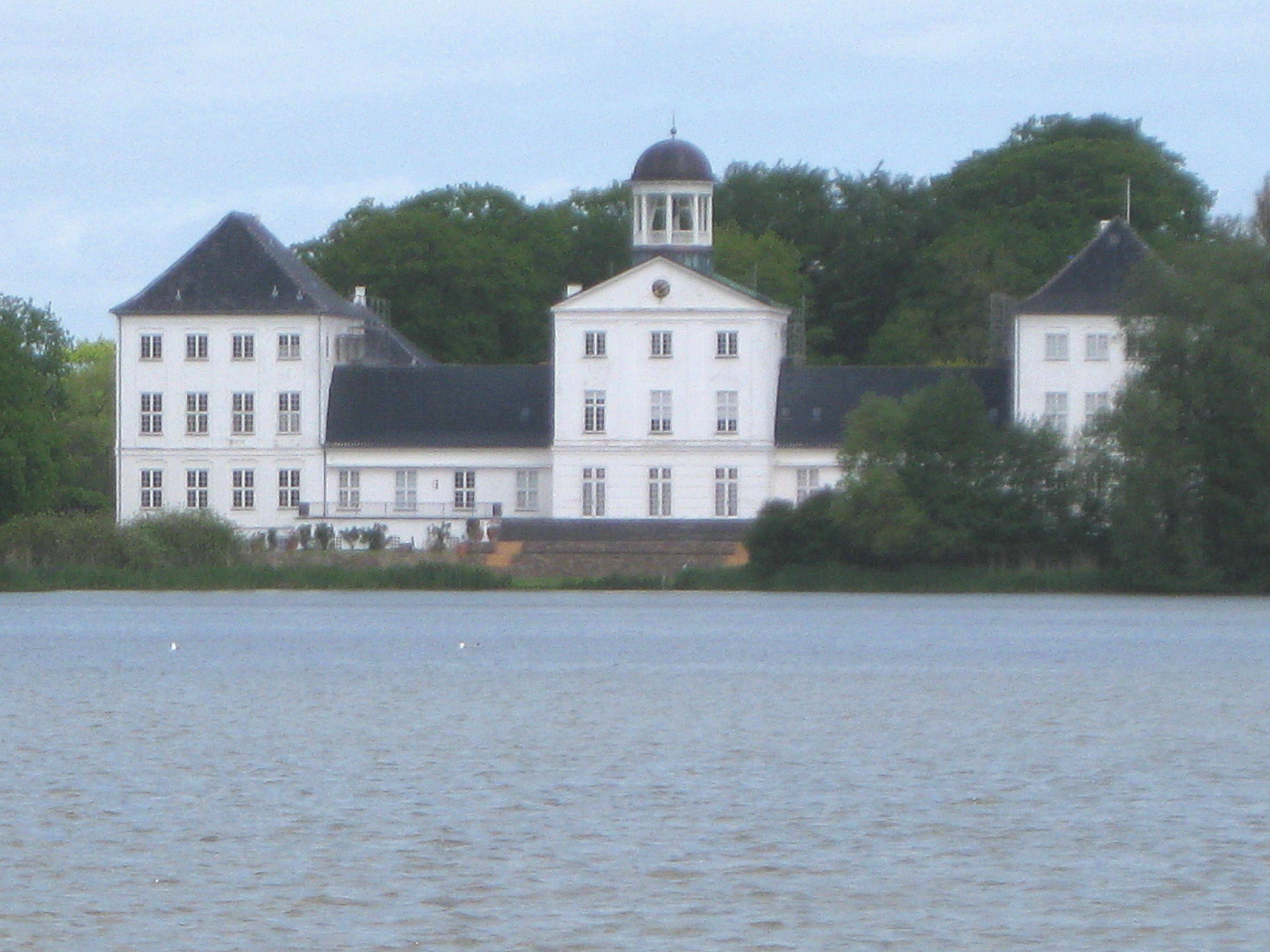
Schloss Gravenstein
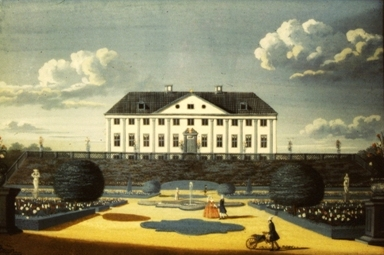
Schloss Sorgenfri (1742)